# Strop (lina)

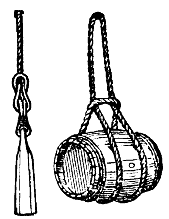

Strop (niderl. strop „pętla”) – lina spleciona w obręcz (dł. ok. 5-10 m), służąca do podnoszenia ciężarów typu: pełne sieci, kłody drewna, szyny, inne długie, lub nietypowe ładunki. Mała pętla z cieńszej liny to stropik.